# 아베 노부유키 내각
아베 노부유키 내각(일본어: 阿部信行内閣)은 예비역 육군대장 아베 노부유키가 제36대 내각총리대신으로 임명되어, 1939년 8월 30일부터 1940년 1월 16일까지 존재한 일본의 내각이다.

## 재직 기간
- 1939년(쇼와 14년) 8월 30일 ~ 1940년(쇼와 15년) 1월 16일
- 재직 일수 : 140일